# وندلینگن آن در نکا
شهر وندلینگن آن در نکا (به آلمانی: Wendlingen am Neckar) در ایالت بادن-وورتمبرگ در کشور آلمان واقع شده‌است.